# 派尤特縣
派尤特縣（英語：Piute County）是美国犹他州中南部的一個縣，面積1,963平方公里。根據2020年美國人口普查，共有人口1,438人。縣治章克申（Junction）。該縣成立於1851年10月5日，縣名來自派尤特人（印第安人的一支）。